# Matthias Ettrich

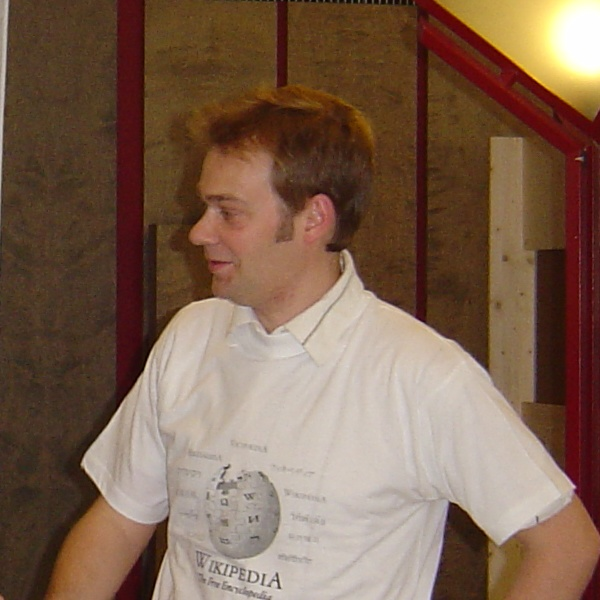
Matthias Ettrich bij LinuxTag, 23 mei 2005

Matthias Ettrich (Bietigheim, 14 juni 1972) is een Duits software-ontwikkelaar. Hij heeft in 1996 het KDE Project opgericht. Op Usenet deed hij een oproep voor een "consistente, goed uitziende vrije desktopomgeving" voor UNIX, gebruikmakend van de Qt-toolkit.
Ettrich heeft ook het LyX-project gestart, een grafische frontend voor LaTeX.
Ettrich heeft informatica gestudeerd op het Wilhelm Schickard Instituut voor Informatica op de Eberhard Karls universiteit in Tübingen. Hij werkt voor Trolltech als hoofd software-ontwikkeling verantwoordelijk voor Qt en het bijbehorende ontwikkelteam.